# Asociación por los derechos civiles de Irlanda del Norte
La Asociación por los derechos civiles de Irlanda del Norte (en inglés: Northern Ireland Civil Rights Association, NICRA) fue una organización que defendió los derechos civiles de la minoría católica en Irlanda del Norte, durante los años 60 y principios de los 70. Las demandas de una reforma profunda y la consecuente reacción en contra de la mayoría unionista, fueron la causa última de la explosión del conflicto de Irlanda del Norte, que asolaría la región durante más de 30 años.
La asociación fue fundada en un encuentro en un hotel de Belfast el 29 de enero de 1967, por un comité de trece miembros, que crearon una constitución para la nueva organización. Desde la formación de Irlanda del Norte como Estado, los católicos del país sufrieron una fuerte discriminación bajo el gobierno unionista protestante y la asociación delimitó sus actividades y campañas por el movimiento de los derechos civiles organizando marchas, piquetes y protestas públicas para presionar el gobierno a atender sus demandas.
Sus cinco principales exigencias eran:
- Un hombre, un voto.
- Fin de la discriminación en el acceso a la vivienda social pública de la población católica.
- Fin de la discriminación en el acceso a los gobiernos locales.
- Fin de la influencia ilegal de los protestantes en las elecciones (Gerrymandering), con la manipulación de los límites de los distritos electorales, que limitaban los efectivos del voto católico.
- El desmantelamiento de los B-Specials, una sectaria policía protestante de la reserva.